# 遠藤航
遠藤 航（えんどう わたる、1993年2月9日 - ）は、神奈川県横浜市戸塚区出身のプロサッカー選手。プレミアリーグ・リヴァプールFC所属。ポジションはミッドフィールダー、ディフェンダー。日本代表。

## クラブ経歴

### プロ入り前
横浜市立南戸塚小学校1年生の時にサッカーを始める。当時は横浜F・マリノスのファンであり、頻繁に父親と横浜国際総合競技場（日産スタジアム）に試合観戦に訪れていた。しかし、小学5年生と6年生のときにマリノスプライマリーのセレクションに落選。また中学進学前にも同ジュニアユースのセレクションを受験したが落選。この時、後にA代表で共にプレーする事となる同学年の伊東純也も落選している。他に受かった街クラブに入団するつもりであったが、当時所属していたチームのコーチから「南戸塚中に良い指導者がいるから、部活で続けるのも考えてみたらどうだ」という助言を受け、実際に練習参加をしたところ好印象を抱いたため、横浜市立南戸塚中学校でサッカーを続ける事を決めた。
南戸塚中時代の戦績は県大会で一度だけベスト8まで勝ち上がった程度と目立つものではなく、また本人もトレセンは横浜市で選ばれるのがやっとであった。なお同チームには県トレセンに選出され、後にサンフレッチェ広島のユースに進んだGKがいた。そんな中、中学2年時に湘南ベルマーレユースの練習に参加した際に当時ユースの監督を務めていた曺貴裁から興味を持たれ、中学3年時には湘南ユースからオファーを受ける。また同時期に神奈川県中体連選抜に選出され、福森晃斗や進藤誠司などと一緒にプレーをした。
神奈川県立金井高等学校進学と同時に湘南ユースに入団し、高校2年時に出場した第64回国民体育大会では神奈川県少年選抜のキャプテンとして優勝に貢献した。

### 湘南ベルマーレ
2010年、湘南ベルマーレに2種登録選手として登録され、Jリーグデビューを果たす。反町康治監督からは「ボールを動かせるし、身長は低いけどヘディングも強い」と評価された。
2011年にトップチームへ昇格。
2012年、代表戦では結果を残せなかったが、チームでは19歳ながらキャプテンとなり、またPKキッカーを任されディフェンダーながら7得点を挙げ攻守にわたり活躍。チームのJ1昇格に貢献した。
2013年はJ1を戦うベルマーレの守備の軸として期待されるも2月に長期離脱。実戦復帰は8月まで遅れることとなった。それでも後半戦の川崎フロンターレとの試合では決勝点を決めるなどの活躍を見せた。遠藤の復帰後チームは一時巻き返すも結局1年でJ2に降格することとなった。
2014年もベルマーレに在籍することが決まった。シーズンを通じてベルマーレは強さを見せ、遠藤はその中心選手としてキャプテンの永木亮太らとともにチームを牽引。オフにはその活躍を評価され浦和レッズからのオファーが届いたが、これを断り2015年も湘南でプレーすることが決まった。

### 浦和レッズ
2015年12月23日、浦和レッズへ完全移籍することを発表した。
2016年2月24日、AFCチャンピオンズリーグ2016第1節のシドニーFC戦では途中出場して浦和レッズでのデビューを飾る。10月15日、Jリーグカップ決勝のガンバ大阪戦ではPK戦となったが、5人目のキッカーとして成功し、プロ初のタイトルを獲得した。
2017年4月1日、第5節のヴィッセル神戸戦で移籍後リーグ初得点を決めた。

### シント＝トロイデンVV
2018年7月21日、翌22日のセレッソ大阪戦を最後に浦和を退団し、ジュピラー・プロ・リーグのシント＝トロイデンVVへ完全移籍することがクラブを通じて発表された。8月5日、第2節KRCヘンクとのダービーでデビューを果たすと、移籍後初得点を決めた。

### VfBシュトゥットガルト
2019年8月13日、ブンデスリーガ2部のVfBシュトゥットガルトへ2020年6月までの期限付き移籍することが発表された。11月3日、第12節のSGディナモ・ドレスデン戦で終了間際に出場し、移籍後初出場を果たした。2020年4月28日、期限付きから完全移籍に移行することが発表された。5月28日、第28節のハンブルガーSV戦で、リーグ戦初ゴールを決めて2位浮上に貢献した。6月28日、最終戦のSVダルムシュタット98戦では1-3で敗れたが、13節以降は出場停止の1試合を除き全試合に先発出場するなどレギュラーに定着し、2年ぶりの1部リーグ昇格に貢献した。また、独誌キッカー誌選出「2. ブンデスリーガ年間ベストイレブン」にチームで唯一名を連ねた。後に、遠藤が先発出場を重ねられた理由の一つに、チームメイトのマリオ・ゴメスが監督らに遠藤の起用を提言した事が挙げられている。10月30日、ブンデスリーガ第6節のシャルケ04戦ではマン・オブ・ザ・マッチに選出され、キッカー誌の平均点でMF部門においてトップに立った。11月26日には、契約を2024年6月末まで2年間延長をした。2021年2月27日、第23節のシャルケ戦ではブンデス初ゴールを含む、2得点の活躍で勝利に貢献した。またこのシーズンのリーグ最多デュエル記録を残した。
同年7月23日、2021-22シーズンのキャプテンに就任することがシュトゥットガルト公式Twitterで明らかになった。このシーズン、クラブは終始残留争いに苦しんだが、最終節の1.FCケルン戦では後半アディショナルタイムにコーナーキックから伊藤洋輝がニアでフリックしたところをヘディングで押し込み、決勝点を挙げる活躍をみせた。この結果他会場でヘルタ・ベルリンが敗れたため、逆転での1部残留に大きく貢献した。このシーズンはリーグで2年連続となるリーグ最多デュエルを記録した。

### リヴァプールFC
2023年8月18日、プレミアリーグのリヴァプールFCに完全移籍することが発表された。遠藤のポジションであるボランチは主将ジョーダン・ヘンダーソンら経験豊富な選手の大量移籍や、モイセス・カイセドを始めとした選手の獲得が失敗に終わったこともあり、ベテランである30歳の選手としては異例の4年契約での加入となった。背番号は3番。リヴァプールでプレーする日本人は南野拓実以来2人目となる。8月19日、第2節ボーンマス戦において63分から出場し、公式戦初出場を果たした。10月27日、UEFAヨーロッパリーグ第3節トゥールーズFC戦で、トレント・アレクサンダー・アーノルドのクロスを頭で合わせ、加入後初ゴールを記録した。12月3日のフラム戦では、1点ビハインドの場面で後半38分から出場すると、その約1分後にプレミアリーグ初得点となる得点を決め、チームはその後逆転で勝利した。加入してからは2試合連続で味方が退場して状況が難しい中でのプレーを強いられて、同リーグ特有の攻守が目まぐるしく入れ替わるスピード感ある試合展開に慣れるまで出場機会を失う時期もあったが、同ポジションのマック・アリスターの負傷もありフラム戦の後はアピールに成功してクラブ史上初めて13日間で5試合連続先発するなど、シェフィールド・ユナイテッドFC戦からバーンリーFC戦まで合計公式戦7試合連続で先発フル出場した。これらの活躍が評価され、リヴァプールの12月の月間MVPに選ばれた。EFLカップ決勝のチェルシーFC戦に先発フル出場、優勝に貢献した。
2024-25シーズンから監督がユルゲン・クロップからアルネ・スロットに代わると出場機会を大きく減らした。EFLカップ準々決勝のサウサンプトン戦では怪我人が多く出た影響で本来の中盤のポジションではなく、CBとして先発起用され、後半開始からはキャプテンも務めチームをベスト4進出へ導いた。

## 代表経歴
布啓一郎監督が率いるU-19日本代表に飛び級で 選出されていた。AFC U-19選手権2010では、平出涼と共にセンターバックで起用されたが、準々決勝のU-19韓国代表戦で「相手FWにほとんど競り負けてしまった」 と、3失点を喫する一因となり敗戦。FIFA U-20ワールドカップ・コロンビア大会の出場を逃した。
2012年には再びU-19日本代表に選出されAFC U-19選手権2012に出場。しかし準々決勝でU-19イラク代表に敗戦。FIFA U-20ワールドカップ・トルコ大会への出場を逃した。
2014年9月、手倉森誠監督率いるU-21日本代表アジア大会のメンバーとして選出。大会を通じてコンスタントに出場し存在感を見せた。
2015年7月23日、EAFF東アジアカップ2015に出場する日本代表メンバーに初選出された。8月2日の北朝鮮戦で代表初出場を果たした。
2016年、リオデジャネイロオリンピックの18人のメンバーに選出され、キャプテンとして3試合フル出場するも、チームはグループリーグ敗退となった。
2018年6月、ロシアワールドカップのメンバーに選出され、初のW杯メンバー入りを果たしたが、出場はなかった。
2019年1月、AFCアジアカップ2019のメンバーに選出された。この大会、中盤の要として活躍してチームの決勝進出に貢献するも、準決勝で左太ももの裏を痛めて、決勝戦はベンチで試合を眺める事となった。決勝戦でチームは敗れて準優勝となった。10月10日、2022 FIFAワールドカップ・アジア2次予選のモンゴル戦で代表初得点を決めた。
2022年11月1日、カタールワールドカップに臨む日本代表に選出された。全試合に出場し、チームのベスト16進出に貢献した。
2023年6月13日、前任の吉田麻也から日本代表のキャプテンを引き継いだ。6月20日、ペルーとの国際親善試合ではキャプテンとして後半36分まで出場した。
2024年1月1日、AFCアジアカップ2023に臨む日本代表に選出された。
グループステージ第2節のイラク戦にてコーナーキックからヘディングでゴールを決めた。代表では約2年ぶりのゴールとなった。
2024年9月5日、2026 FIFAワールドカップ・アジア3次予選の中国戦でコーナーキックからヘディングで先制ゴールを決めた。

## 人物

### プレースタイル
湘南と浦和では3バックの中央と右、日本代表や欧州移籍後はボランチを主戦場としている。2021年2月27日に行われたシャルケ戦では2得点、2アシストを記録するなど、攻撃面での活躍も目覚ましい。2020/21シーズンからは2季連続ブンデスリーガでデュエル勝利数ナンバーワンを記録。体格の優る相手に身体をぶつけられても動じないボディバランスと、鋭い寄せでボールを奪う。
プレミアリーグの公式サイトは「エンドウの最大の働きはルーズボールを拾い、効率的にポゼッションをやり直すところにある。さらに必要なタイミングで能動的にプレーができる。アーセナルFC戦では、リヴァプールのチャンスに繋がった2つのターンオーバーを彼が生み出した」として、2023-2024シーズンの折り返しを首位キープしたチームへの遠藤の貢献度を考察した。

## 所属クラブ
ユース経歴
- 1999年 - 2004年 南戸塚SC
- 2005年 - 2007年 横浜市立南戸塚中学校
- 2008年 - 2010年 湘南ベルマーレユース（神奈川県立金井高等学校）
  - 2010年 湘南ベルマーレ（2種登録選手）

プロ経歴
- 2011年 - 2015年  湘南ベルマーレ
- 2016年 - 2018年7月  浦和レッズ
- 2018年7月 - 2020年4月  シント＝トロイデンVV
  - 2019年8月 - 2020年4月  VfBシュトゥットガルト（期限付き移籍）
- 2020年4月 - 2023年8月  VfBシュトゥットガルト
- 2023年8月 -  リヴァプールFC

## 個人成績
| 国内大会個人成績 | 国内大会個人成績   | 国内大会個人成績 | 国内大会個人成績 | 国内大会個人成績 | 国内大会個人成績 | 国内大会個人成績 | 国内大会個人成績 | 国内大会個人成績 | 国内大会個人成績 | 国内大会個人成績 | 国内大会個人成績 |
| 年度             | クラブ             | 背番号           | リーグ           | リーグ戦         | リーグ戦         | リーグ杯         | リーグ杯         | オープン杯       | オープン杯       | 期間通算         | 期間通算         |
| 年度             | クラブ             | 背番号           | リーグ           | 出場             | 得点             | 出場             | 得点             | 出場             | 得点             | 出場             | 得点             |
| 日本             | 日本               | 日本             | 日本             | リーグ戦         | リーグ戦         | リーグ杯         | リーグ杯         | 天皇杯           | 天皇杯           | 期間通算         | 期間通算         |
| ---------------- | ------------------ | ---------------- | ---------------- | ---------------- | ---------------- | ---------------- | ---------------- | ---------------- | ---------------- | ---------------- | ---------------- |
| 2010             | 湘南               | 33               | J1               | 6                | 1                | 1                | 0                | 0                | 0                | 7                | 1                |
| 2011             | 湘南               | 26               | J2               | 34               | 1                | -                | -                | 4                | 0                | 38               | 1                |
| 2012             | 湘南               | 3                | J2               | 32               | 7                | -                | -                | 1                | 0                | 33               | 7                |
| 2013             | 湘南               | 3                | J1               | 17               | 3                | 0                | 0                | 1                | 0                | 18               | 3                |
| 2014             | 湘南               | 3                | J2               | 38               | 7                | -                | -                | 1                | 0                | 39               | 7                |
| 2015             | 湘南               | 3                | J1               | 31               | 4                | 1                | 0                | 0                | 0                | 32               | 4                |
| 2016             | 浦和               | 6                | J1               | 27               | 0                | 3                | 0                | 1                | 0                | 31               | 0                |
| 2017             | 浦和               | 6                | J1               | 30               | 3                | 2                | 0                | 2                | 0                | 34               | 3                |
| 2018             | 浦和               | 6                | J1               | 16               | 2                | 4                | 0                | 2                | 0                | 22               | 2                |
| ベルギー         | ベルギー           | ベルギー         | ベルギー         | リーグ戦         | リーグ戦         | リーグ杯         | リーグ杯         | ベルギー杯       | ベルギー杯       | 期間通算         | 期間通算         |
| 2018-19          | シント＝トロイデン | 33               | ジュピラー       | 26               | 2                | -                | -                | 2                | 0                | 28               | 2                |
| 2019-20          | シント＝トロイデン | 33               | ジュピラー       | 3                | 0                | -                | -                | 0                | 0                | 3                | 0                |
| ドイツ           | ドイツ             | ドイツ           | ドイツ           | リーグ戦         | リーグ戦         | リーグ杯         | リーグ杯         | DFBポカール      | DFBポカール      | 期間通算         | 期間通算         |
| 2019-20          | シュトゥットガルト | 3                | 2.ブンデス       | 21               | 1                | -                | -                | 1                | 0                | 22               | 1                |
| 2020-21          | シュトゥットガルト | 3                | ブンデス         | 33               | 3                | -                | -                | 3                | 0                | 36               | 3                |
| 2021-22          | シュトゥットガルト | 3                | ブンデス         | 33               | 4                | -                | -                | 1                | 0                | 34               | 4                |
| 2022-23          | シュトゥットガルト | 3                | ブンデス         | 33               | 5                | -                | -                | 5                | 1                | 38               | 6                |
| 2023-24          | シュトゥットガルト | 3                | ブンデス         | -                | -                | -                | -                | 1                | 1                | 1                | 1                |
| イングランド     | イングランド       | イングランド     | イングランド     | リーグ戦         | リーグ戦         | FLカップ         | FLカップ         | FAカップ         | FAカップ         | 期間通算         | 期間通算         |
| 2023-24          | リヴァプール       | 3                | プレミア         | 29               | 1                | 4                | 0                | 1                | 0                | 34               | 1                |
| 2024-25          | リヴァプール       | 3                | プレミア         | 20               | 0                | 4                | 0                | 2                | 0                | 26               | 0                |
| 通算             | 日本               | 日本             | J1               | 127              | 13               | 11               | 0                | 6                | 0                | 144              | 13               |
| 通算             | 日本               | 日本             | J2               | 104              | 15               | -                | -                | 6                | 0                | 110              | 15               |
| 通算             | ベルギー           | ベルギー         | ジュピラー       | 29               | 2                | -                | -                | 2                | 0                | 31               | 2                |
| 通算             | ドイツ             | ドイツ           | ブンデス         | 99               | 12               | -                | -                | 10               | 2                | 109              | 14               |
| 通算             | ドイツ             | ドイツ           | 2.ブンデス       | 21               | 1                | -                | -                | 1                | 0                | 22               | 1                |
| 通算             | イングランド       | イングランド     | プレミア         | 49               | 1                | 8                | 0                | 3                | 0                | 60               | 1                |
| 総通算           | 総通算             | 総通算           | 総通算           | 429              | 44               | 19               | 0                | 28               | 3                | 476              | 47               |

その他の公式戦
- 2016年
  - Jリーグチャンピオンシップ 2試合0得点
- 2017年
  - FUJI XEROX SUPER CUP 1試合0得点
- 2023年
  - ドイツ・ブンデスリーガ昇格・降格プレーオフ 2試合0得点

| 国際大会個人成績 | 国際大会個人成績 | 国際大会個人成績 | 国際大会個人成績 | 国際大会個人成績 | FIFA      | FIFA      |
| 年度             | クラブ           | 背番号           | 出場             | 得点             | 出場      | 得点      |
| AFC              | AFC              | AFC              | ACL              | ACL              | クラブW杯 | クラブW杯 |
| ---------------- | ---------------- | ---------------- | ---------------- | ---------------- | --------- | --------- |
| 2016             | 浦和             | 6                | 6                | 0                | -         | -         |
| 2017             | 浦和             | 6                | 11               | 1                | 1         | 0         |
| 通算             | AFC              | AFC              | 17               | 1                | 1         | 0         |

その他の国際公式戦
- 2017年
  - スルガ銀行チャンピオンシップ 1試合0得点

## タイトル

### クラブ
湘南ベルマーレ
- J2リーグ：2014

浦和レッズ
- J1リーグ 2ndステージ：2016
- Jリーグカップ：2016
- AFCチャンピオンズリーグ：2017
- スルガ銀行チャンピオンシップ：2017

リヴァプールFC
- プレミアリーグ：2024-25
- EFLカップ：2023-24

### 代表
U-23日本代表
- AFC U-23選手権：2016

### 個人
- J1リーグ優秀選手賞：2016年
- J2リーグ月間MVP：2014年4月
- キッカー誌選出「2. ブンデスリーガ年間ベストイレブン」：2019-20
- リヴァプールFC 月間MVP：2023年12月
- IFFHSアジアベスト11：2024年
- JPFAアワード ベストイレブン：2022年-2024年
- 彩の国功労賞：2019年
- さいたま市スポーツ特別功労賞：2018年

## 代表歴
- 国際Aマッチ初出場 - 2015年8月2日 EAFF東アジアカップ2015 vs北朝鮮代表（武漢体育中心）
- 国際Aマッチ初得点 - 2019年10月10日 2022FIFAワールドカップ・アジア2次予選 vsモンゴル代表（埼玉スタジアム2002）

### 出場大会
- U-19日本代表
  - 2010年 - AFC U-19選手権2010
  - 2012年 - AFC U-19選手権2012
- U-21日本代表（怪我のため辞退[38]）（仁川アジア大会2014）
- U-23日本代表
  - 2016年 - AFC U-23選手権2016、リオデジャネイロオリンピック
- U-24日本代表
  - 2021年 - 東京オリンピック（OA）
- 日本代表
  - 2015年 - EAFF東アジアカップ2015
  - 2018年 - 2018 FIFAワールドカップ
  - 2019年 - AFCアジアカップ2019
  - 2022年 - 2022 FIFAワールドカップ
  - 2024年 - AFCアジアカップ2023

### 試合数
- 国際Aマッチ 70試合 4得点（2015年 - ）

| 日本代表 | 国際Aマッチ | 国際Aマッチ |
| 年       | 出場        | 得点        |
| -------- | ----------- | ----------- |
| 2015     | 5           | 0           |
| 2016     | 2           | 0           |
| 2017     | 4           | 0           |
| 2018     | 4           | 0           |
| 2019     | 7           | 1           |
| 2020     | 3           | 0           |
| 2021     | 9           | 1           |
| 2022     | 13          | 0           |
| 2023     | 8           | 0           |
| 2024     | 12          | 2           |
| 2025     | 3           | 0           |
| 通算     | 70          | 4           |

### 出場
| No. | 開催年月日     | 開催都市         | スタジアム                                             | 対戦国                   | 結果         | 監督                       | 大会                                                             |
| --- | -------------- | ---------------- | ------------------------------------------------------ | ------------------------ | ------------ | -------------------------- | ---------------------------------------------------------------- |
| 1.  | 2015年8月2日   | 武漢             | 武漢体育中心                                           | 朝鮮民主主義人民共和国   | ●1-2         | ヴァイッド・ハリルホジッチ | 東アジアカップ2015                                               |
| 2.  | 2015年8月5日   | 武漢             | 武漢体育中心                                           | 韓国                     | △1-1         | ヴァイッド・ハリルホジッチ | 東アジアカップ2015                                               |
| 3.  | 2015年8月9日   | 武漢             | 武漢体育中心                                           | 中国                     | △1-1         | ヴァイッド・ハリルホジッチ | 東アジアカップ2015                                               |
| 4.  | 2015年9月8日   | テヘラン         | アザディ・スタジアム                                   | アフガニスタン           | ○6-0         | ヴァイッド・ハリルホジッチ | 2018 FIFAワールドカップ・アジア2次予選兼AFCアジアカップ2019予選  |
| 5.  | 2015年11月17日 | プノンペン       | プノンペン・オリンピックスタジアム                     | カンボジア               | ○2-0         | ヴァイッド・ハリルホジッチ | 2018 FIFAワールドカップ・アジア2次予選兼AFCアジアカップ2019予選  |
| 6.  | 2016年6月3日   | 豊田             | 豊田スタジアム                                         | ブルガリア               | ○7-2         | ヴァイッド・ハリルホジッチ | キリンカップサッカー2016                                         |
| 7.  | 2016年6月7日   | 吹田             | パナソニックスタジアム吹田                             | ボスニア・ヘルツェゴビナ | ●1-2         | ヴァイッド・ハリルホジッチ | キリンカップサッカー2016                                         |
| 8.  | 2017年6月13日  | テヘラン         | シャヒード・ダストゲルディ・スタジアム                 | イラク                   | △1-1         | ヴァイッド・ハリルホジッチ | 2018 FIFAワールドカップ・アジア3次予選                           |
| 9.  | 2017年10月6日  | 豊田             | 豊田スタジアム                                         | ニュージーランド         | ○2-1         | ヴァイッド・ハリルホジッチ | キリンチャレンジカップ2017                                       |
| 10. | 2017年10月10日 | 横浜             | 日産スタジアム                                         | ハイチ                   | △3-3         | ヴァイッド・ハリルホジッチ | キリンチャレンジカップ2017                                       |
| 11. | 2017年11月10日 | リール           | スタッド・ピエール＝モーロワ                           | ブラジル                 | ●1-3         | ヴァイッド・ハリルホジッチ | 国際親善試合                                                     |
| 12. | 2018年6月12日  | インスブルック   | ティヴォリ・シュターディオン                           | パラグアイ               | ○4-2         | 西野朗                     | 国際親善試合                                                     |
| 13. | 2018年9月11日  | 吹田             | パナソニックスタジアム吹田                             | コスタリカ               | ○3-0         | 森保一                     | キリンチャレンジカップ2018                                       |
| 14. | 2018年10月16日 | さいたま         | 埼玉スタジアム2002                                     | ウルグアイ               | ○4-3         | 森保一                     | キリンチャレンジカップ2018                                       |
| 15. | 2018年11月16日 | 大分             | 大分スポーツ公園総合競技場                             | ベネズエラ               | △1-1         | 森保一                     | キリンチャレンジカップ2018                                       |
| 16. | 2019年1月13日  | アブダビ         | シェイク・ザイード・スタジアム                         | オマーン                 | ○1-0         | 森保一                     | AFCアジアカップ2019                                              |
| 17. | 2019年1月17日  | アル・アイン     | シェイク・ハリーファ国際スタジアム                     | ウズベキスタン           | ○2-1         | 森保一                     | AFCアジアカップ2019                                              |
| 18. | 2019年1月21日  | シャールジャ     | シャールジャ・スタジアム                               | サウジアラビア           | ○1-0         | 森保一                     | AFCアジアカップ2019                                              |
| 19. | 2019年1月24日  | ドバイ           | アール・マクトゥーム・スタジアム                       | ベトナム                 | ○1-0         | 森保一                     | AFCアジアカップ2019                                              |
| 20. | 2019年1月28日  | アル・アイン     | ハッザーア・ビン・ザーイド・スタジアム                 | イラン                   | ○3-0         | 森保一                     | AFCアジアカップ2019                                              |
| 21. | 2019年10月10日 | さいたま         | 埼玉スタジアム2002                                     | モンゴル                 | ○6-0         | 森保一                     | 2022 FIFAワールドカップ・アジア2次予選兼 AFCアジアカップ2023予選 |
| 22. | 2019年11月14日 | ビシュケク       | ドレン・アムルザコフ・スタジアム                       | キルギス                 | ○2-0         | 森保一                     | 2022 FIFAワールドカップ・アジア2次予選兼 AFCアジアカップ2023予選 |
| 23. | 2020年10月13日 | ユトレヒト       | スタディオン・ハルヘンワールト                         | コートジボワール         | ○1-0         | 森保一                     | 国際親善試合                                                     |
| 24. | 2020年11月13日 | グラーツ         | メルクーア・アレーナ                                   | パナマ                   | ○1-0         | 森保一                     | 国際親善試合                                                     |
| 25. | 2020年11月17日 | グラーツ         | メルクーア・アレーナ                                   | メキシコ                 | ●0-2         | 森保一                     | 国際親善試合                                                     |
| 26. | 2021年3月25日  | 横浜             | 日産スタジアム                                         | 韓国                     | ○3-0         | 森保一                     | 国際親善試合                                                     |
| 27. | 2021年3月30日  | 千葉             | フクダ電子アリーナ                                     | モンゴル                 | ○14-0        | 森保一                     | 2022 FIFAワールドカップ・アジア2次予選兼 AFCアジアカップ2023予選 |
| 28. | 2021年5月28日  | 千葉             | フクダ電子アリーナ                                     | ミャンマー               | ○10-0        | 森保一                     | 2022 FIFAワールドカップ・アジア2次予選兼 AFCアジアカップ2023予選 |
| 29. | 2021年9月2日   | 吹田             | パナソニックスタジアム吹田                             | オマーン                 | ●0-1         | 森保一                     | 2022 FIFAワールドカップ・アジア3次予選                           |
| 30. | 2021年9月7日   | ドーハ           | ハリーファ国際スタジアム                               | 中国                     | ○1-0         | 森保一                     | 2022 FIFAワールドカップ・アジア3次予選                           |
| 31. | 2021年10月7日  | ジッダ           | キング・アブドゥッラー・スポーツシティ                 | サウジアラビア           | ●0-1         | 森保一                     | 2022 FIFAワールドカップ・アジア3次予選                           |
| 32. | 2021年10月12日 | さいたま         | 埼玉スタジアム2002                                     | オーストラリア           | ○2-1         | 森保一                     | 2022 FIFAワールドカップ・アジア3次予選                           |
| 33. | 2021年11月11日 | ハノイ           | ミーディン国立競技場                                   | ベトナム                 | ○1-0         | 森保一                     | 2022 FIFAワールドカップ・アジア3次予選                           |
| 34. | 2021年11月16日 | マスカット       | スルタン・カーブース・スポーツコンプレックス           | オマーン                 | ○1-0         | 森保一                     | 2022 FIFAワールドカップ・アジア3次予選                           |
| 35. | 2022年1月27日  | さいたま         | 埼玉スタジアム2002                                     | 中国                     | ○2-0         | 森保一                     | 2022 FIFAワールドカップ・アジア3次予選                           |
| 36. | 2022年2月1日   | さいたま         | 埼玉スタジアム2002                                     | サウジアラビア           | ○2-0         | 森保一                     | 2022 FIFAワールドカップ・アジア3次予選                           |
| 37. | 2022年3月24日  | シドニー         | スタジアム・オーストラリア                             | オーストラリア           | ○2-0         | 森保一                     | 2022 FIFAワールドカップ・アジア3次予選                           |
| 38. | 2022年6月2日   | 札幌             | 札幌ドーム                                             | パラグアイ               | ○4-1         | 森保一                     | キリンチャレンジカップ2022                                       |
| 39. | 2022年6月6日   | 東京             | 国立競技場                                             | ブラジル                 | ●0-1         | 森保一                     | キリンチャレンジカップ2022                                       |
| 40. | 2022年6月10日  | 神戸             | ノエビアスタジアム神戸                                 | ガーナ                   | ○4-1         | 森保一                     | キリンカップサッカー2022                                         |
| 41. | 2022年6月14日  | 吹田             | パナソニックスタジアム吹田                             | チュニジア               | ●0-3         | 森保一                     | キリンカップサッカー2022                                         |
| 42. | 2022年9月23日  | デュッセルドルフ | デュッセルドルフ・アレーナ                             | アメリカ合衆国           | ○2-0         | 森保一                     | キリンチャレンジカップ2022                                       |
| 43. | 2022年9月27日  | デュッセルドルフ | デュッセルドルフ・アレーナ                             | エクアドル               | △0-0         | 森保一                     | キリンチャレンジカップ2022                                       |
| 44. | 2022年11月23日 | ドーハ           | ハリーファ国際スタジアム                               | ドイツ                   | ○2-1         | 森保一                     | 2022 FIFAワールドカップ                                          |
| 45. | 2022年11月27日 | ライヤーン       | アフメド・ビン＝アリー・スタジアム                     | コスタリカ               | ●0-1         | 森保一                     | 2022 FIFAワールドカップ                                          |
| 46. | 2022年12月1日  | ドーハ           | ハリーファ国際スタジアム                               | スペイン                 | ○2-1         | 森保一                     | 2022 FIFAワールドカップ                                          |
| 47. | 2022年12月5日  | アル＝ワクラ     | アル・ジャヌーブ・スタジアム                           | クロアチア               | △1-1 (PK1-3) | 森保一                     | 2022 FIFAワールドカップ                                          |
| 48. | 2023年3月24日  | 東京             | 国立競技場                                             | ウルグアイ               | △1-1         | 森保一                     | キリンチャレンジカップ2023                                       |
| 49. | 2023年3月28日  | 大阪             | ヨドコウ桜スタジアム                                   | コロンビア               | ●1-2         | 森保一                     | キリンチャレンジカップ2023                                       |
| 50. | 2023年6月20日  | 吹田             | パナソニックスタジアム吹田                             | ペルー                   | ○4-1         | 森保一                     | キリンチャレンジカップ2023                                       |
| 51. | 2023年9月9日   | ヴォルフスブルク | フォルクスワーゲン・アレーナ                           | ドイツ                   | ○4-1         | 森保一                     | 国際親善試合                                                     |
| 52. | 2023年9月12日  | ヘンク           | セゲカ・アレーナ                                       | トルコ                   | ○4-2         | 森保一                     | キリンチャレンジカップ2023                                       |
| 53. | 2023年10月13日 | 新潟             | デンカビッグスワンスタジアム                           | カナダ                   | ○4-1         | 森保一                     | MIZUHO BLUE DREAM MATCH2023                                      |
| 54. | 2023年10月17日 | 神戸             | ノエビアスタジアム神戸                                 | チュニジア               | ○2-0         | 森保一                     | キリンチャレンジカップ2023                                       |
| 55. | 2023年11月21日 | ジッダ           | プリンス・アブドゥッラー・アル・ファイサル・スタジアム | シリア                   | ○5-0         | 森保一                     | 2026 FIFAワールドカップ・アジア2次予選                           |
| 56. | 2024年1月14日  | ドーハ           | アル・トゥマーマ・スタジアム                           | ベトナム                 | 〇4-2        | 森保一                     | AFCアジアカップ2023                                              |
| 57. | 2024年1月19日  | ライヤーン       | エデュケーション・シティ・スタジアム                   | イラク                   | ●1-2         | 森保一                     | AFCアジアカップ2023                                              |
| 58. | 2024年1月24日  | ドーハ           | アル・トゥマーマ・スタジアム                           | インドネシア             | ○3-1         | 森保一                     | AFCアジアカップ2023                                              |
| 59. | 2024年1月31日  | ドーハ           | アル・トゥマーマ・スタジアム                           | バーレーン               | ○3-1         | 森保一                     | AFCアジアカップ2023                                              |
| 60. | 2024年2月3日   | ライヤーン       | エデュケーション・シティ・スタジアム                   | イラン                   | ●1-2         | 森保一                     | AFCアジアカップ2023                                              |
| 61. | 2024年3月21日  | 東京             | 国立競技場                                             | 朝鮮民主主義人民共和国   | ○1-0         | 森保一                     | 2026 FIFAワールドカップ・アジア2次予選                           |
| 62. | 2024年6月11日  | 広島             | エディオンピースウイング広島                           | シリア                   | ○5-0         | 森保一                     | 2026 FIFAワールドカップ・アジア2次予選                           |
| 63. | 2024年9月5日   | さいたま         | 埼玉スタジアム2002                                     | 中国                     | ○7-0         | 森保一                     | 2026 FIFAワールドカップ・アジア3次予選                           |
| 64. | 2024年9月10日  | リファー         | バーレーン・ナショナル・スタジアム                     | バーレーン               | ◯5-0         | 森保一                     | 2026 FIFAワールドカップ・アジア3次予選                           |
| 65. | 2024年10月10日 | ジッダ           | キング・アブドゥッラー・スポーツシティ・スタジアム     | サウジアラビア           | ○2-0         | 森保一                     | 2026 FIFAワールドカップ・アジア3次予選                           |
| 66. | 2024年11月15日 | ジャカルタ       | ゲロラ・ブン・カルノ・スタジアム                       | インドネシア             | ○4-0         | 森保一                     | 2026 FIFAワールドカップ・アジア3次予選                           |
| 67. | 2024年11月19日 | 廈門             | 廈門白鷺体育場                                         | 中国                     | ○3-1         | 森保一                     | 2026 FIFAワールドカップ・アジア3次予選                           |
| 68. | 2025年3月20日  | さいたま         | 埼玉スタジアム2002                                     | バーレーン               | ○2-0         | 森保一                     | 2026 FIFAワールドカップ・アジア3次予選                           |
| 69. | 2025年3月25日  | さいたま         | 埼玉スタジアム2002                                     | サウジアラビア           | △0-0         | 森保一                     | 2026 FIFAワールドカップ・アジア3次予選                           |
| 70. | 2025年6月10日  | 吹田             | 市立吹田サッカースタジアム                             | インドネシア             | ◯6-0         | 森保一                     | 2026 FIFAワールドカップ・アジア3次予選                           |

### ゴール
| #  | 開催年月日     | 開催都市   | スタジアム                           | 対戦国   | 勝敗 | 試合概要                                                         |
| -- | -------------- | ---------- | ------------------------------------ | -------- | ---- | ---------------------------------------------------------------- |
| 1. | 2019年10月10日 | さいたま   | 埼玉スタジアム2002                   | モンゴル | ○6-0 | 2022 FIFAワールドカップ・アジア2次予選兼 AFCアジアカップ2023予選 |
| 2. | 2021年3月25日  | 横浜       | 日産スタジアム                       | 韓国     | ○3-0 | 国際親善試合                                                     |
| 3. | 2024年1月19日  | ライヤーン | エデュケーション・シティ・スタジアム | イラク   | ●1-2 | AFCアジアカップ2023                                              |
| 4. | 2024年9月5日   | さいたま   | 埼玉スタジアム2002                   | 中国     | ○7-0 | 2026 FIFAワールドカップ・アジア3次予選                           |